# テルモピュライの戦い
テルモピュライの戦い（テルモピュライのたたかい、古代ギリシア語: Μάχη τῶν Θερμοπυλῶν）は、ペルシア戦争における戦いの1つ。紀元前480年、テルモピュライで、スパルタを中心とするギリシア軍とアケメネス朝ペルシアの遠征軍の間で行われた戦闘である。テルモピレーの戦いなどとも呼ばれる。ヘロドトスの『歴史』（第7巻）に記述される。
この戦いはアルテミシオンの海戦と並行して行われ、圧倒的な戦力差にもかかわらずギリシア軍は優勢であったが、最終的に背後に回り込まれて敗退した。しかし、スパルタ軍とテスピアイ軍は全滅するまで戦い、ペルシア軍を3日間に渡って食い止め、クセルクセスの兄弟を二人戦死させた。これは、スパルタ軍の勇猛さと地形をうまく利用したためと言われている。

## 背景
ペルシアの侵略に対して対応が混乱していたギリシアの諸都市であったが、ペルシア遠征軍がトラキアへ侵入するに及んで、連合してこれを迎撃することを決した。
先にテンペ峡谷に出兵したギリシア軍は、マケドニア王国のアレクサンドロス1世にペルシア遠征軍の巨大さを説かれてイストモスに撤退していたが、再び会議を開き、ペルシア艦隊をアルテミシオン沖で、クセルクセス本隊をテルモピュライで迎え撃つことを決議した。テルモピュライ・アルテミシオンの防衛線は、アッティカ以北を防衛するための戦略的に極めて重要な意味を持つものだったが、スパルタはカルネイア祭によって全軍を出仕できず、レオニダス王率いる先遣隊300のみを派遣した。他のアルカディアの諸都市もオリンピア祭のために少数の部隊のみを動員し、祭りの終了とともに本隊を派遣することとした。
テルマ（現・テッサロニキ）を出立したペルシア本隊は、テルモピュライ近郊のトラキスに陣を張った。その兵力規模のあまりの大きさにギリシア軍は恐慌に陥り、スパルタを除くペロポネソスの兵は、イストモスを防衛すべきとして撤退を主張したが、これにポキスとロクリスが強硬に反対した。このためレオニダスはテルモピュライでの決戦を決意し、ギリシア諸都市に使者を送って支援を要請した。
ギリシア軍はテルモピュライの街道にあったポキス人の城壁を再建し、これを最終的な防衛ラインとした。また、この城壁は戦闘にも利用された。すなわち、戦闘を行う軍はこの城壁の前方に布陣して合戦し、戦闘をしない軍は城壁の後方に退避することで、できるだけ犠牲を最小限にしようとしたのである。
クセルクセスはギリシアの動きを察知していたが、兵力の差からギリシア部隊がまともに戦闘をおこなうとは信じられず、ギリシア部隊が撤退するのを4日間待った。しかし、5日目になってもギリシア軍が撤退する気配を見せなかったため、クセルクセスはメディア軍に攻撃を命じた。

## 両軍の戦力

### ギリシア陸戦部隊
史料によって人数が異なるが、ここにはヘロドトスとシケリアのディオドロスの述べる数字をまとめる。
| 内訳                     | ヘロドトス          | ディオドロス                   |
| ------------------------ | ------------------- | ------------------------------ |
| スパルタ重装歩兵         | 300                 | 300                            |
| スパルタ軽装歩兵         | –––                 | 1,000                          |
| テゲア兵                 | 500                 | 3,000 （王指揮下のギリシア兵） |
| マンティネイア兵         | 500                 | 3,000 （王指揮下のギリシア兵） |
| オルコメノス兵           | 120                 | 3,000 （王指揮下のギリシア兵） |
| アルカディア各都市の兵   | 1,000               | 3,000 （王指揮下のギリシア兵） |
| コリントス兵             | 400                 | 3,000 （王指揮下のギリシア兵） |
| プレイウス兵             | 200                 | 3,000 （王指揮下のギリシア兵） |
| ミュケナイ兵             | 80                  | 3,000 （王指揮下のギリシア兵） |
| テスピアイ兵             | 700                 | 3,000 （王指揮下のギリシア兵） |
| テバイ兵                 | 400                 | 400                            |
| ロクリス・オプンティア兵 | 不明 (地区の全兵力) | 1,000                          |
| マリス兵                 | –––                 | 1,000                          |
| ポキス兵                 | 1,000               | 1,000                          |
| 合計                     | 5,200               | 7,700                          |

ヘロドトスはスパルタ軍として参戦したのは300人隊のみであるとするのに対し、ディオドロスはスパルタ軍には300人隊に加えて1,000人のスパルタ軽装歩兵が参戦したとしており、ディオドロスが1,000人と伝えているロクリス・オプンティア（テルモピュライの真東）の全兵力を加えたギリシア側の総数は7,000人前後と推定される。ディオドロスのみが記載するマリス（テルモピュライの真西）は直前にペルシア軍本体に占領されており、実際には参戦していないと思われる。またこの戦いの直後にロクリスはペルシア軍に占領され、ポキスはペルシア側の同盟国となった。最後まで戦闘に参加したのは、スパルタ、テスピアイ 、テバイの兵 (合計1,400人～2,400人) のみである（ディオドロスによると、最後まで戦闘に参加したのはスパルタ兵とテスピアイ兵のみとしているが、合計500人と少ない数字を挙げている）。

### ペルシア陸戦部隊
| 歩兵                                   | 1,700,000 |
| 騎兵                                   | 80,000    |
| アラビア人の駱駝部隊・リビアの戦車部隊 | 20,000    |
| ヨーロッパより参加の歩兵               | 300,000   |
| 合計                                   | 2,100,000 |

以上はヘロドトスの述べる数字である。ヘロドトスによるとこのほか水兵が541,610人おり、総兵力は2,641,610人。また非戦闘員が同数帯同したと仮定して遠征部隊の総勢を5,283,220人と見積もっているが、これらは明らかにペルシア遠征軍の実数としては過剰であり、実数とは認められない。ペルシア遠征軍の陸上部隊の実数については多くの学説が提唱されており、15,000人から30万人まで様々な推定がなされている。古代ペルシア語から古代ギリシア語への翻訳の過程で単位が1桁間違って伝わったという解釈に従うと、ペルシア陸戦部隊の総数は21万人となる。20世紀以降の学者の見解に限ればペルシア陸軍の総数を10万人以下とする推定が多く見受けられるが、20万人以上とする説も有力である。

## 戦いの経過

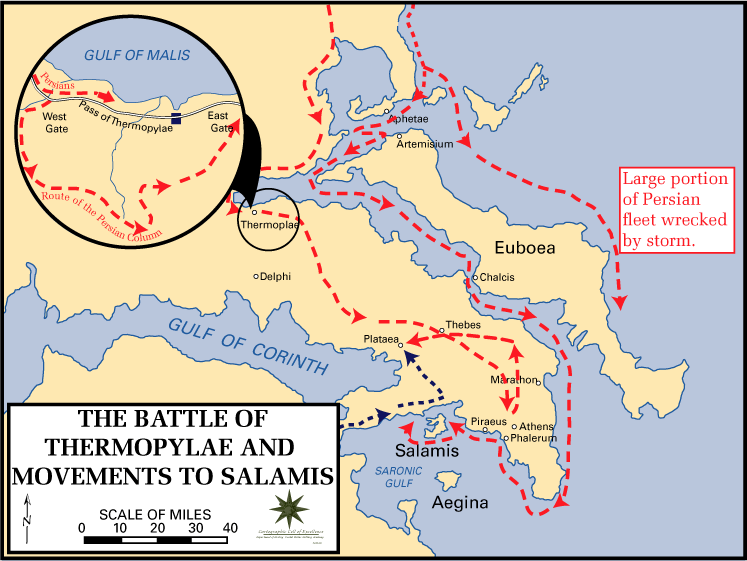
テルモピュライの戦いとサラミスでの動き

テルモピュライは、古くからテッサリアから中央ギリシアに抜ける幹線道路で、峻険な山と海に挟まれた街道は最も狭い所で15メートル程度の幅しかなく、ペルシア遠征軍は主戦力である騎馬部隊を展開することが出来なかった。クセルクセスの命によってテルモピュライに突入したメディア・キッシア連合軍は、大量の戦死者を出しながらも終日に渡って戦ったが、ギリシア軍の損害は軽微なもので、彼らを敗退させることができなかった。
スパルタの重装歩兵を先陣とするギリシア軍の強さを目の当たりにしたクセルクセスは、ヒュダルネス率いる不死部隊を投入したが、優れた装備と高い練度を誇るギリシア軍を突破できなかった。ギリシア軍は、右手にペルシア軍のものを超える長さ2.5メートル以上の長槍、左手に大きな丸盾を装備し、自分の盾で左側の味方を守り、右側の味方に自分を守ってもらうファランクスを形成してペルシアの大軍と戦った。狭い地形を利用したファランクス陣形はまさに無敵であり、ペルシア軍の重圧をものともせずに押し返した。この時のスパルタの戦術は、敵前で背中を見せて後退し、ペルシア軍が追撃してきたところを見計らって向き直り、正面攻撃を行うというものであった。
翌日もペルシア軍はギリシア軍と激突したが、状況は一向に変わらなかった。ペルシア軍の損害は増える一方で、ギリシア軍を突破する糸口すら見出せなかった。クセルクセスは状況を打開できずに苦慮したが、ギリシア人からの情報によって山中を抜けて海岸線を迂回するアノパイア間道の存在を知り、これを利用してギリシア軍の背後に軍を展開することを命じた。ペルシアの不死部隊は土地の住民を買収し、夜間この山道に入った。この道を防衛していたポキスの軍勢1,000は、ペルシア軍に遭遇するとこれに対峙すべく山頂に登って防衛を固めたが、防衛する軍がスパルタ軍ではないことを知ったペルシア軍は、これを無視して間道を駆け降りた（一説に拠ると、夜道を登り来る不死部隊を見たポキスの軍勢は自国が襲撃されると思い、守備隊全員が帰国してしまったとも言われる）。夜が明ける頃、見張りの報告によってアノパイア道を突破されたことを知ったレオニダスは作戦会議を開いたが、徹底抗戦か撤退かで意見は割れた。結局、撤退を主張するギリシア軍は各自防衛線から撤退し、スパルタ重装歩兵の300人とテーバイ400人、テスピアイ兵700人の合計1,400人（またはスパルタの軽装歩兵1,000人を加えて2,400人）は、共にテルモピュライに残った。
朝になると、迂回部隊はギリシア軍の背後にあたるアルペノイに到達した。クセルクセスはスパルタ軍に投降を呼び掛けたが、レオニダスの答えは「モーロン・ラベ（来たりて取れ）」であった。
決して降伏しないスパルタ軍に対して、クセルクセスは午前10時頃に全軍の進撃を指示。レオニダス率いるギリシア軍もこれに向かって前進を始めた。それまでギリシア軍は、戦闘し終えた兵士が城壁の背後で休めるように、街道の城壁のすぐ正面で戦っていたが、この日は道幅の広い場所まで打って出た。凄まじい激戦が展開され、広場であってもスパルタ軍は強大なペルシア軍を押し返した。攻防戦の最中にレオニダスが倒れ、ギリシア軍とペルシア軍は彼の死体を巡って激しい戦いを繰り広げた。ギリシア軍は王の遺体を回収し、敵軍を撃退すること4回に及び、スパルタ軍は優勢であった。しかし、アルペノイから迂回部隊が進軍してくると、スパルタ・テスピアイ両軍は再び街道まで後退し、城壁の背後にあった小丘に陣を敷いた。彼らは四方から攻め寄せるペルシア軍に最後まで抵抗し、槍が折れると剣で、剣が折れると素手や歯で戦った。ペルシア兵はスパルタ兵を恐れて肉弾戦を拒み始めたので、最後は遠距離からの矢の雨によってスパルタ・テスピアイ軍は倒された。テーバイ兵を除いて全滅した。ヘロドトスによれば、この日だけでペルシア軍の戦死者は2万人にのぼったとされる。
この戦いでスパルタ人の中ではアルペオスとマロンの兄弟そしてディエネケスが、テスピアイ人の中ではディテュランボスが特に勇名をはせたという。また、重い眼病によってスパルタ軍のエウリュトスとアリストデモスが一時戦場を去った。エウリュトスは再び戦場に戻って戦って討ち死にしたが、アリストデモスは戦場には戻らず、その時は生きながらえた。翌年のプラタイアの戦いで彼は恥を雪（すす）がんと奮戦し討ち死にした。

## 戦いの影響
この戦いでレオニダスとスパルタ兵は英雄として讃えられ、テルモピュライには討ち死したギリシア全軍の碑ほか、スパルタ軍のみに対する碑も置かれた。ヘロドトスによれば、
旅人よ、行きて伝えよ、ラケダイモンの人々に、
我等かのことばに従いてここに伏すと。
（ラケダイモンはスパルタのこと）と唱われたとされている。この碑文は古来よりシモニデスが草したものとされていたが、ヘロドトスは作者を記しておらず、現在では彼の作ではないとみられている（現在はコロノスにこの言葉を刻んだ石碑が設けられている）。テルモピュライには現在もなお、レオニダスとスパルタ兵の記念碑が建てられており、観光名所としても有名である。
スパルタとともにテルモピュライに残ったテーバイ兵は、彼らが全滅するに及んでペルシア側に投降し、ペルシア遠征軍に組み込まれた。テルモピュライを突破されたギリシア軍はアルテミシオンからの後退も余儀なくされた。テルモピュライ・アルテミシオン防衛線の崩壊は、イストモス以北のポリスにとっては破滅を意味するものであった。ペルシア遠征軍はテルモピュライを南下し、テッサリア人の手引きでポキス全土を劫略、通過するすべてのポリスを焼き払った。防衛線が突破されたことを受けて、アテナイ、メガラの市民は次々と街を退去し、ペルシア軍は少数の市民が残る街を占拠した。しかし、レオニダスとスパルタ兵が時間を稼いだおかげでギリシア軍はサラミスの海戦の準備が整い、海上の決戦ではペルシア軍に歴史的大勝利を収めることができた。
また、遠征中の奴隷反乱を恐れてプラタイアの戦いに参戦するか迷っていたスパルタの王族パウサニアスは、「レオニダスの仇を討て」という神託を得て、レオニダスの仇討ちのためにペルシア全軍と戦う決意を固めた。プラタイアの戦いでは10,000のスパルタ重装歩兵が動員され、30万と伝えられるペルシア全軍をスパルタ軍だけで打ち破った。敵の最高指揮官であるマルドニオスも討ち取り、レオニダスの復讐は果たされた。陸上における決戦でもペルシア軍を叩きのめしたギリシア軍は、ギリシア本土からペルシア軍を一掃することに成功し、ギリシアはペルシア戦争に勝利した。